# Jan Vreede
Jan Johannes Anthony Arnoldus Vreede (* 19. Januar 1900 in Zaandam; † 17. Februar 1989 in Amsterdam) war ein niederländischer Segler.

## Erfolge
Jan Vreede nahm an den Olympischen Spielen 1924 in Paris in der 6-Meter-Klasse neben Anthonij Guépin als Crewmitglied der Willem-Six teil. Mit Skipper Joop Carp gelang ihnen die Qualifikation für die finalen Wettfahrten, in denen sie gegen die norwegische Elisabeth V von Skipper Anders Lundgren und die dänische Bonzo von Skipper Vilhelm Vett um die Medaillen segelten. Zwar belegten die Willem-Six und die Bonzo in zwei Wettfahrten jeweils einen zweiten und einen dritten Platz, aufgrund der besseren Resultate in der Vorrunde wurden die Dänen jedoch auf dem zweiten Platz klassifiziert, womit die Niederländer die Bronzemedaille erhielten.